# Diego Rivarola
Diego Gabriel Rivarola (Mendoza, 14 juli 1976) is een Argentijns voetballer die bij Universidad de Chile speelt. Zijn positie is aanvaller. Hij werd in 2009 topschutter van de Chileense Primera División. 
Rivarola startte zijn loopbaan bij River Plate, waarna korte periodes bij Platense en Santiago Morning volgden. In 2000 speelde hij een eerste keer voor Universidad, maar hij bleef maar één seizoen. Daarna vertrok hij naar het Mexicaanse Atlas, waar hij ook maar één jaar bleef. Kort daarop volgde een tweede periode bij Universidad, die deze keer wel lang duurde. 
Hij vertrok in 2006 naar Argentinos Juniors, maar kwam nooit van de bank. Daarna waagde hij de stap naar Europa bij Alki Larnaca, een club uit Cyprus. Dan speelde hij nog een seizoen bij Santiago Morning, waar hij ook al eens speelde. Vanaf 2010 speelt Rivalora weer bij Universidad de Chile.

## Clubs
- 1996–1997 : River Plate
- 1997–1998 : Platense
- 1999      : Santiago Morning
- 2000–2001 : Universidad de Chile
- 2002      : Club Atlas
- 2003–2005 : Universidad de Chile
- 2006      : Argentinos Juniors
- 2006–2007 : Maracaibo
- 2007      : Palestino
- 2008      : Alki Larnaca
- 2008–2009 : Santiago Morning
- 2010–...  : Universidad de Chile